# Liste de points extrêmes du Groenland

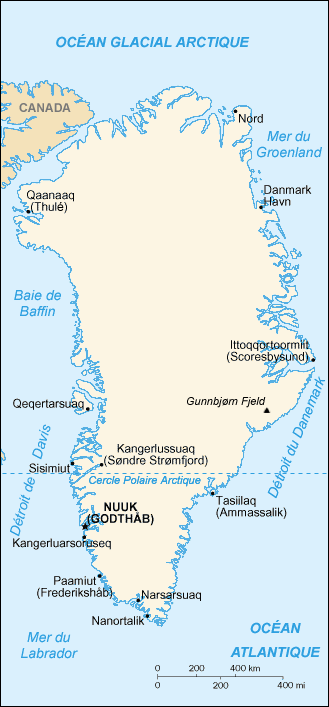
Carte du Groenland

Voici une liste de points extrêmes du Groenland.

## Latitude et longitude

### Île principale
- Nord : cap Morris Jesup (83° 39′ N, 32° 00′ O)
- Sud : péninsule près de Nanortalik (59° 59′ N, 44° 37′ O)
- Ouest : cap Alexander (78° 10′ N, 73° 08′ O)
- Est : Nordost Rundingen (81° 30′ N, 12° 08′ O)

### Totalité du territoire
- Nord : Kaffeklubben (83° 40′ N, 30° 41′ O)[1]
- Sud : cap Farvel, île Egger (59° 46′ N, 43° 55′ O)
- Ouest : cap Alexander (78° 10′ N, 73° 08′ O)
- Est : Nordost Rundingen (81° 30′ N, 12° 08′ O)

## Altitude
- Maximale : Gunnbjørn, 3 660 m
- Minimale : niveau de la mer, 0 m